# Арапово (Нижньогородська область)
Арапово (рос. Арапово) — село в Богородському районі Нижньогородської області Російської Федерації.
Населення становить 531 особу. Входить до складу муніципального утворення Алешковська сільрада.

## Історія
Від 2004 року входить до складу муніципального утворення Алешковська сільрада.

## Населення
| 1999 | 2002 | 2010 |
| ---- | ---- | ---- |
| 613  | ↘577 | ↘531 |